# Otto Bernhard von Verdion
Otto Bernhard Verdion, nach erfolgter Adelserhebung von Verdion, (* 1719; † 5. August 1800 in Zeitz) war ein deutscher Hofbeamter, Schriftsteller und Rittergutsbesitzer. Er war kursächsischer Geheimer Kammerrat und gehörte mit zu den produktivsten sächsischen Schriftstellern aus der Zeit der Aufklärung. Heute ist er nahezu vollständig in Vergessenheit geraten.

## Leben
Er trat in den Dienst des sächsischen Kurfürsten und stieg in der Verwaltung bis zum kursächsischen Geheimen Kammerrat auf. Als solcher verfügte er über die notwendigen Finanzen, um für sich einen Komplex von zwei Rittergütern in Löbitz zu erwerben. Der Verkäufer war der bereits altersschwache Gotthelf Adolph Graf von Hoym.

## Werke (Auswahl)
- Seltsame lebensgeschichte zweyer Schwaben worinnen dererselben merkwurdigsten schicksale sowohl zu wasser, als zu lande aufrichtig erzahlet werden; den liebhabern der historie zum ergotzenden zeitvertreibe ans licht gestellet von einem der mit dabey gewesen, Dresden, 1753
- Der Dresdner avanturieur, oder Begebenheiten eines gebornen Dresdners aufgesetzt und beschrieben, von ihm selbst, Frankfurt und Leipzig, 1757
- Die glücks- und unglücksfälle Martin Speelhovens, eines kaufmanns aus dem Clevischen gebürtig, welche ihm sowohl in seiner jugend, als auch auf reisen nach Amerika begegnet, nebst dessen gefangennehmung und flucht, wie auch achtzehn jährigen aufenthalt auf einer damals noch nie besuchten insel und endlichen befreyung, von ihm selbst beschrieben, Dresden und Leipzig, 1763
- Zweyte reise und besondere begebenheiten Peter Roberts, eines gebohrnen Engelländers, nach einer unbewohnten insul, wobey sich viele merkwürdige sachen ereignet, und wie er endlich wieder in London glücklich angelanget, Dresden, 1763
- Leben und besondere begebenheiten Peter Roberts eines gebohrnen Engelländers, welcher auf wunderbare art sein leben auf einer unbewohnten insul viele jahre zugebracht [...] und nach vielem ausgestandenen elende seine grösseste zufriedenheit erlanget hat, Dresden, 1763, 2. Aufl. Dresden, 1771
- Merkwürdige lebensumstände Elias Bendels [...], Dresden, 1786

## Familie
Außerehelich hatte er mit Johanna Eleonora Richter den 1771 in Friedrichstadt geborenen Sohn Carl August Verdion gezeugt, für dessen Unterhalt er sorgte. Eleonora heiratete er später. Mit ihr hatte er noch zwei Töchter. Seine Familie wurde gemeinsam mit ihm in den Adelsstand erhoben. Das genaue Jahr der Verleihung ist nicht bekannt. 